# Contea di St. Joseph (Michigan)
La contea di St. Joseph, in inglese St. Joseph County, è una contea dello Stato del Michigan, negli Stati Uniti. La popolazione al censimento del 2000 era di 62 422 abitanti. Il capoluogo di contea è Centreville. Nel territorio della contea scorre il fiume Fawn.